# Danh sách công ty điện tử Hàn Quốc
A B C D E F G H I J K L M N O P Q R S T U V W X Y Z

## A
- A&P Electronic Industry
- Anycall
- Asiana Abacus

## B
- Bando Electronic Systems
- Booyo

## C
- Cowon
- Cyon
- Cresyn

## D
- Dongkyung

## E
- Energizer Korea

## G
- Game Park
- GamePark Holdings

## H
- Hankook Hewlett-Packard
- Hynix

## I
- Ildeung Electronics
- Iriver

## J
- Joas Electronics

## K
- KTF Ever
- Kyeyang Electric

## L
- LG Electronics
- LG.Philips LCD

## M
- M-Pio
- Maycom

## N
- New Media Life

## P
- Pantech Curitel

## R
- ReignCom

## S
- S-LCD
- SK Teletech
- SKC Corp.
- SY Telecom
- Samsung Electronics
- Samsung Techwin
- Sky Electronics

## T
- TG Sambo
- Taekwang Industry
- Taeyeong I&T

## V
- VK Mobile

## Y
- Yeongseo Trade Telecom